# عبء طفري للورم
العبء الطفري للورم، خاصية وراثية للأنسجة الورمية يمكن استخدامها في أبحاث السرطان وعلاجه. تُعرَّف هذه الخاصية على أنها عدد الطفرات غير الموروثة من كل مليون قاعدة نووية من التسلسل الجيني المدروس. أظهرت الدراسات إمكانية استخدام العبء الطفري للورم كعلامة حيوية تنبؤية تستعمل في العديد من المجالات، مثل استجابة المريض للعلاج بمثبطات المناعة في مجموعة متنوعة من الأورام الخبيثة.
تقدم التوقعات الطفرية والعبء الطفري للورم معلومات مهمة حول سلوك السرطان وتطوره، ومع ذلك فلكل منهما تعريفات مختلفة. إذ يُعرف العبء الطفري للورم على أنه عدد الطفرات الجسدية غير الموروثة في حين أن التوقعات الطفرية هي أنماط طفرة متميزة لبدائل قواعد نووية مفردة في الحمض النووي أو بدائل قاعدية مزدوجة أو عمليات إدخال وحذف صغيرة ومحدودة تحدث في سياق الأورام.
يفترض العلماء أن ارتفاع العبء الطفري للورم مرتبط بكمية متزايدة من المستضدات الجديدة في الجسم، وهذه المستضدات علامات خاصة بالورم تظهر على الخلايا. قد تؤدي زيادة هذه المستضدات إلى زيادة اكتشاف الخلايا السرطانية بواسطة الجهاز المناعي وتنشيط أقوى للخلايا اللمفاوية التائية ومكافحة السرطان بطريقة أفضل. يُنظم نشاط الخلايا التائية بشكل أكبر من خلال نقاط التفتيش المناعية التي يمكن أن تظهر بسبب الخلايا السرطانية، وبالتالي يمكن أن يؤدي العلاج باستخدام أجهزة الحقن المجهري إلى تحسين فرصة نجاة المريض.
وسعت إدارة الغذاء والدواء الأمريكية في 16 يونيو 2020 ترخيص استخدام عقار العلاج المناعي بيمبروليزوماب لعلاج أي نوع من سرطانات الأورام الصلبة المتقدمة مع العبء الطفري للورم أكبر من 10 طفرات لكل مليون قاعدة نووية من الحمض النووي، وهي المرة الأولى التي توافق فيها إدارة الغذاء والدواء الأمريكية على عقار دوائي اعتمادًا على قياسات العبء الطفري للورم.

## الأهمية

### العبء الطفري للورم كعلامة بيولوجية
تتمثل إحدى آليات مكافحة الأورام الخبيثة في زيادة التعبير عن جزيئات نقاط التفتيش المناعية التي يمكنها الارتباط بالخلايا التائية الخاصة بالورم وتعطيلها، بحيث يمكن اكتشاف الخلايا السرطانية وقتلها. أثبتت الدراسات أن هذه الطريقة تُحسن استجابة المرضى ومعدلات البقاء على قيد الحياة لأنها تساعد جهاز المناعة على استهداف الخلايا السرطانية، ومع ذلك هناك تباين في الاستجابة بين المرضى ومن الضروري معرفة المرضى الذين يمكنهم الاستفادة من العلاج، وقد ثبت أن التعبير عن مورثات معينة تزيد عملية الموت المبرمج للخلايا السرطانية. يعتقد الباحثون أن هناك حاجة إلى مؤشرات حيوية أفضل بسبب وجود بعض الأخطاء التنبؤية في هذه الطريقة. يمكن أن يكون العبء الطفري للورم مفيدًا في تحديد الأفراد الذين يمكنهم الاستفادة من العلاج المناعي المضاد للسرطان في الأورام الخبيثة التي تحتوي بشكل عام على قيم عبء طفري ورمي منخفضة، وقد ثبت أيضًا أن الأورام التي تحتوي على قيم عبء طفري ورمي أعلى تؤدي لظهور عدد أكبر من المستضدات الجديدة.

### الاستجابة للعلاج
أظهرت الدراسات أن العبء الطفري للورم يرتبط باستجابة المريض للعلاجات مثل مثبطات نقاط التفتيش المناعية. كشف تحليل مجموعة كبيرة من المرضى الذين يتلقون العلاج بمثبطات نقاط التفتيش المناعية مع مستويات عبء طفري ورمي أكبر من 20 طفرة لكل مليون قاعدة نووية من الحمض النووي تتوافق مع معدل استجابة 58% للعلاج بمثبطات نقاط التفتيش المناعية، بينما تنخفض الاستجابة للعلاج لأقل من 20% عندما يكون العبء الطفري للورم أقل من 20 طفرة لكل مليون قاعدة نووية من الحمض النووي. أكد الباحثون أيضًا وجود ارتباط مؤكد بين معدل الاستجابة للعلاج بأنواع أخرى من العلاج المناعي ومعدلات العبء الطفري للورم.